# 张宪宏
张宪宏（1927年12月25日—2019年12月27日），男，辽宁庄河人，中国水利水电工程专家，教育家。清华大学教授。

## 生平
1927年出生于中国东北地区。1950年毕业于清华大学土木系。1955年赴苏联莫斯科建筑工程学院进修水利，1959年获副博士学位。1961年至1966年任清华大学水利系副主任。1978年升任教授。1978年至1984年任清华大学水利系主任。1984年至1987年任清华大学水利系学术委员会主任。曾获北京市劳动模范、庆祝中华人民共和国成立70周年纪念章等荣誉。2019年12月27日20时在北京逝世，享年92岁。

## 贡献
1978年至1984年任清华大学水利系主任期间，主持恢复与调整了水利系教学研究秩序，负责三门峡基地回迁及泥沙实验室大厅建设等工作。1978年起任中国水利学会理事，中国水力发电工程学会理事、常务理事，《水力发电学报》主编等职。1986年至1995年间，多次作为水利项目专家，参与万家寨、小浪底等多项大中型工程的评估工作。
1979年，作为唯一一位中国代表参加在墨西哥城举办的首届世界继续工程教育大会，把国际继续工程教育的概念和情况介绍至中国。他还在之后的继续工程教育专家组会议及大会担任重要职务。1986年9月，在北京继续教育协会成立大会上当选为副理事长。